# Dipleurinodes phaeopalpia
Dipleurinodes phaeopalpia là một loài bướm đêm trong họ Crambidae.